# Domaradz (województwo pomorskie)
Domaradz (kaszb. Domarôdz lub Domaréza, niem. Dumröse) – osada w Polsce położona w województwie pomorskim, w powiecie słupskim, w gminie Damnica przy drodze krajowej nr .
W latach 1975–1998 miejscowość administracyjnie należała do województwa słupskiego.

## Nazwa
Nazwa, odnotowana po raz pierwszy w formie Dommerese w 1400, ma genezę słowiańską i charakter dzierżawczy. Powstała przez dodanie do nazwy osobowej Domarad formantu *jь. Niemiecka nazwa Dumröse jest adaptacją fonetyczną pierwotnej nazwy słowiańskiej.
Rada Języka Kaszubskiego proponuje kaszubską formę nazwy Domarôdz.

## Zabytki
- pawilon myśliwski z poł. XIX w. w kształcie wieży z krenelażem i nadwieszonymi w narożach sterczynami[7]
- dawny kościół ewangelicki, obecnie rzymskokatolicki pw. św. Stanisława Kostki w Domaradzu z 1907 roku